# Tell the World: The Very Best of Ratt
| Recensione | Giudizio |
| ---------- | -------- |
| AllMusic   |          |

Tell the World: The Very Best of Ratt è una raccolta del gruppo musicale statunitense Ratt, pubblicata il 21 agosto 2007 dalla Rhino Entertainment.
Il disco raccoglie le migliori tracce di tutt'e sette gli album dei Ratt, inclusi i quattro disco di platino consecutivi degli anni ottanta: Out of the Cellar, Invasion of Your Privacy, Dancing Undercover e Reach for the Sky, più l'album del 1990 Detonator, la raccolta del 1997 Collage e l'album omonimo del 1999. A dispetto del titolo, il brano Tell the World, proveniente dall'EP di debutto del 1983, non è stato incluso nella raccolta.

## Tracce
1. Dangerous but Worth the Risk – 3:30 – da Invasion of Your Privacy
2. Back for More – 3:46 – da Out of the Cellar
3. Lovin' You's a Dirty Job – 3:14 – da Detonator
4. Nobody Rides for Free – 4:43 – da Point Break Soundtrack
5. Heads I Win, Tails You Lose – 3:59 – da Detonator
6. You're in Love – 3:14 – da Invasion of Your Privacy
7. City to City – 3:31 – da Reach for the Sky
8. Body Talk – 3:48 – da Dancing Undercover
9. Way Cool Jr. – 4:28 – da Reach for the Sky
10. Round and Round – 4:25 – da Out of the Cellar
11. Lay It Down – 3:25 – da Invasion of Your Privacy
12. I Want a Woman – 4:00 – da Reach for the Sky
13. Dance – 4:22 – da Dancing Undercover
14. Wanted Man – 3:40 – da Out of the Cellar
15. Slip of the Lip – 3:18 – da Dancing Undercover
16. Shame Shame Shame – 4:33 – da Detonator
17. Lack of Communication – 3:55 – da Out of the Cellar
18. Over the Edge – 4:23 – da Ratt
19. Steel River – 4:18 – da Collage
20. Way Cool Jr. – 5:04 – da MTV Unplugged

## Formazione
Gruppo
- Stephen Pearcy – voce
- Warren DeMartini – chitarra
- Robbie Crane – basso (tracce 18, 19)
- Bobby Blotzer – batteria

Altri musicisti
- Robbin Crosby – chitarra (eccetto tracce 4, 18, 19, 20)
- Juan Croucier – basso (eccetto tracce 18, 19)
- Michael Schenker – chitarra (traccia 20)